# Médecine traditionnelle chumash

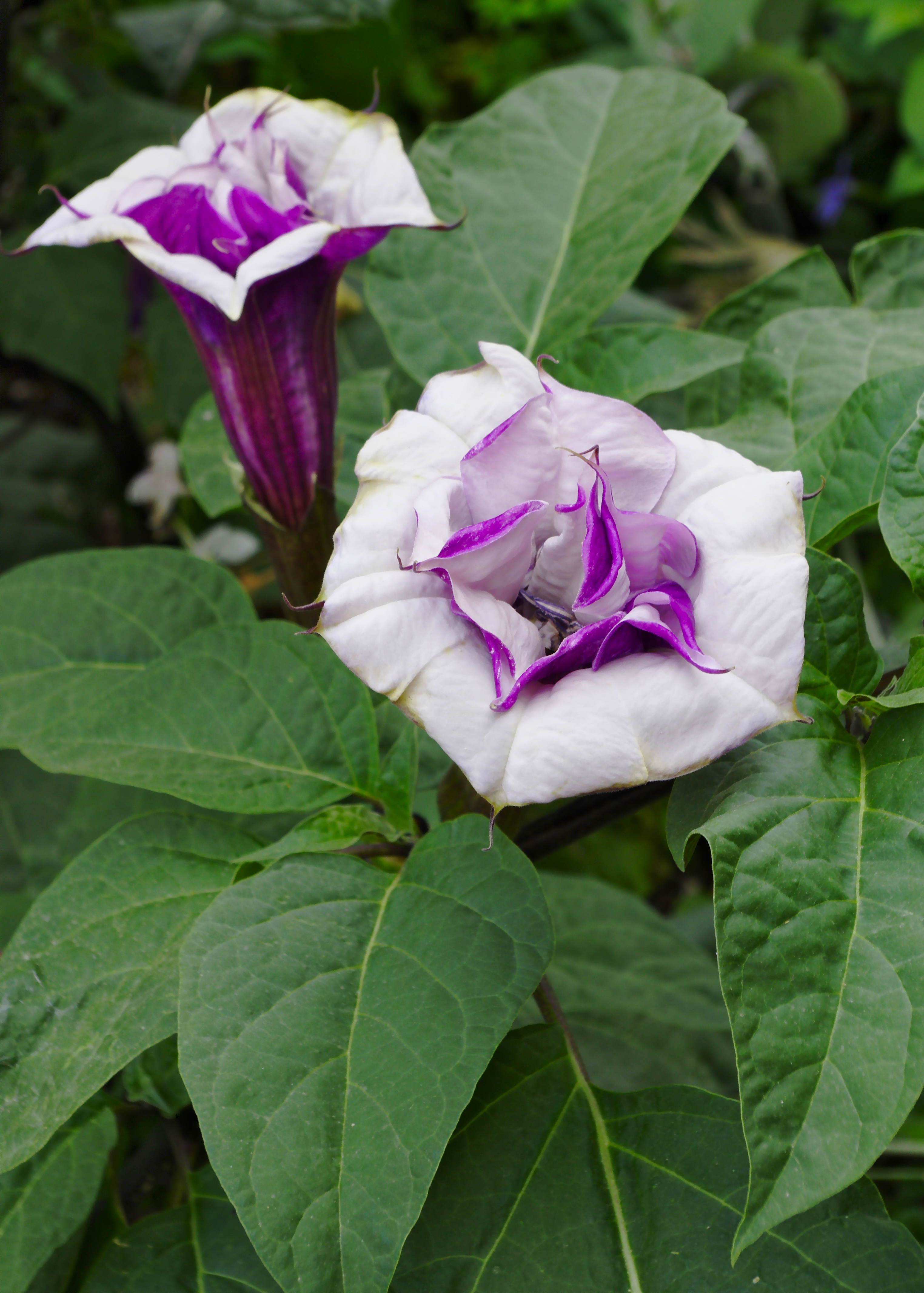
La datura, plante couramment utilisée dans la spiritualité traditionnelle Chumash.

La médecine traditionnelle chumash est un type de médecine traditionnelle pratiquée par le peuple Chumash des régions côtières du sud de la Californie.
La médecine Chumash se concentre sur le traitement de l'esprit et du corps pour promouvoir le bien-être de l'individu et de la communauté en général. Les pratiques de guérison comprennent une connaissance des plantes locales, ainsi qu'un mélange de pratiques spirituelles, notamment la prière, le chant et la danse. Après le contact avec les Européen, les guérisseurs Chumash ont adapté ces méthodes pour traiter les changements d'environnement et l'introduction de maladies mortelles. La prévention était la clé de la promotion de la santé et les guérisseurs prenaient la responsabilité de veiller à ce que toutes les personnes travaillent et se sentent valorisées dans la communauté. De nos jours, certaines pratiques médicinales sont considérées comme controversées, notamment le traitement des menstruations, l'utilisation de la datura sacrée et la consommation d'hydrocarbures aromatiques polycycliques dangereux.

## Herboristerie

### Liste des herbes médicinales Chumash
Le climat du territoire Chumash permet à une grande variété d'espèces végétales de pousser, dont beaucoup ont été utilisées en médecine. La liste suivante fournit un échantillon de plantes couramment utilisées dans les pratiques de guérison Chumash, mais ne peut pas être considérée comme complète.
| Plante                                  | Usages |
| --------------------------------------- | --- |
| Achillée millefeuille                   | Maux de dents, coupures, saignements excessifs                                                                                    |
| Sacapellote                             | Toux, rhume, congestion pulmonaire, asthme, constipation                                                                          |
| Chamise                                 | Accouchement et complications menstruelles                                                                                        |
| Ribbonwood (Red Shanks)                 | Maux de dents, gangrène, rhume, tétanos, spasmes, mâchoire serrée, paralysie, ulcères, maux de gorge                              |
| Capillaire (Maidenhair Fern)            | Troubles sanguins, régulation des menstruations, saignements, blessures internes, problèmes rénaux et hépatiques                  |
| Fougère à café                          | Voir Capillaire (Maidenhair Fern)                                                                                                 |
| Agave                                   | Bouille |
| Oignon sauvage                          | Stimulant de l'appétit, plaies, insectifuge, morsures de serpents et d'insectes                                                   |
| Pimpernel écarlate                      | Désinfectant, eczéma, teigne |
| Yerba Mansa                             | Coupures, plaies, rhumatismes, maladies vénériennes, toux, rhume, asthme, problèmes rénaux                                        |
| Armoise côtière                         | Maux de tête, paralysie, éruption cutanée de chêne empoisonné, désinfectant                                                       |
| Armoise                                 | Plaies cautérisantes, lésions cutanées, cloques, rhumatismes, maux de tête, maux de dents, asthme, rougeole, brûlures, infections |
| California Croton                       | Rhumes |
| Brosse Coyote (Balai Chaparral)         | Éruption de poison-chêne |
| Euphorbe                                | Fièvre, morsures de serpent et d'araignée                                                                                         |
| Ananas                                  | Troubles gastro-intestinaux, régulation des menstruations, dysenterie, inflammation, fièvre                                       |
| Chlorogalum                             | Tuberculose |
| Spineflower                             | Fièvre, verrues, maladies de la peau                                                                                              |
| Clématite du ruisseau                   | Teigne, troubles de la peau, maladies vénériennes, rhume, mal de gorge                                                            |
| Cucurbita foetidissima                  | Purgatif, rhumatisme, saignement de nez,                                                                                          |
| Racine de Durango                       | Gorge irritée |
| Toloache (Jimsonweed)                   | Soulagement de la douleur |
| Mauvaises herbes du serpent à sonnettes | Morsure de serpent à sonnettes |
| Fougère côtière des bois                | Blessures, entorses, ecchymoses                                                                                                   |
| California Fuchsia                      | Coupures, plaies, entorses |
| Yerba Santa                             | Rhume, douleur thoracique, toux, fièvre                                                                                           |
| Sarrasin de Californie                  | Rhumatisme, menstruations irrégulières, problèmes respiratoires                                                                   |
| Pavot de Californie                     | Poux, coliques, maux de dents, maux d'estomac, analgésiques                                                                       |
| Éternuement                             | Rhume, grippe, scorbut |
| Potentille collante                     | Fièvre, problèmes d'estomac, grippe espagnole,                                                                                    |
| Horkelia à feuilles compensées          | Voir Stick Cinquefoil |
| Genévrier de Californie                 | Rhumatismes, troubles génito-urinaires                                                                                            |
| Piment                                  | Diarrhée, dysenterie |
| Seigle géant                            | Gonnorhea |
| Chuchupate                              | soulagement de la douleur, maux d'estomac, flatulences, maux de tête, rhumatismes                                                 |
| Escalade Penstemon                      | Nez qui coule, maux de gorge, blessures                                                                                           |
| Laurel Sumac                            | Dysenterie |
| Bull Mallow                             | Rhumes, toux, fièvre, problèmes d'estomac                                                                                         |
| Cheeseweed                              | Voir Bull Mallow |

## Colonisation européenne et santé des Chumash

### Chumash et alcool
Contrairement à l'utilisation par les Chumash de substances psychotropes telles que le peyote et la datura (jimsonweed) dans les pratiques rituelles, rien n'indique que les Chumash aient utilisé une forme quelconque d'alcool fermenté, similaire aux Indiens de l'Amérique du Nord et du Sud avant le contact européen. Comme l'explorait une étude interculturelle, la prédisposition du Chumash à l'abus d'alcool ne découle pas de facteurs biologiques. La violence semble plutôt être le produit de nombreux facteurs sociétaux. Un des principaux contributeurs à la consommation d'alcool de Chumash semble être la relation spirituelle du Chumash avec les états de conscience altérés des substances botaniques, telles que la datura. En outre, l'absence de boissons fermentées dans la société précoloniale Chumash signifiait une absence de normes sociétales pour faire face à la consommation d'alcool, contrairement aux méthodes d'interdiction ou de modération pratiquées dans la plupart des sociétés européennes. Ainsi, lorsque la consommation modérée à forte trouvée dans les communautés frontalières européennes a été introduite chez les Chumash et les autres peuples autochtones, ils étaient beaucoup plus exposés aux abus. Ce taux élevé d'abus a conduit à un certain nombre de méthodes modernes de soulagement, y compris les non-autochtones tels que les Alcooliques anonymes (AA) et les pratiques autochtones impliquant des efforts spirituels et communautaires pour briser la dépendance. La recherche sur les niveaux d'alcool déshydrogénase (ADH) et d'aldéhyde déshydrogénase (ALDH), enzymes responsables de la dégradation et de la clairance de l'alcool, n'indique également aucune prédisposition biologique à l'alcoolisme pour les Amérindiens du sud-ouest de la Californie (comme le Chumash). Il existe des preuves d'éléments protecteurs génétiques contre la dépendance à l'alcool chez de nombreux Amérindiens, ce qui a encore discrédité les théories de son inévitabilité biologique.

### Colonisation espagnole
L'année 1769 a marqué le début des missions militaires et religieuses espagnoles pour assimiler les natifs Chumash de la région d'Alta en Californie (à peu près autour de l'actuelle Santa Barbara). Cette date coïncide également avec des changements apparents dans l'environnement et le mode de vie des Chumash qui ont entraîné un déclin de leur santé. Avant la colonisation, les Chumash jouissaient d'une abondance et d'une diversité écologiques même pendant les sécheresses cycliques et les El Niño, indiquant une période d'acclimatation de plusieurs millénaires à leur environnement. Cependant, cette stabilité a été considérablement modifiée par les contacts européens.

### Consommation d'hydrocarbures aromatiques polycycliques
Les hydrocarbures aromatiques polycycliques (HAP) sont un produit chimique des combustibles fossiles, que l'on trouve dans des substances telles que l'essence, le goudron et les cigarettes. Les effets néfastes sur la santé des HAP sont bien documentés et affectent de manière perverse le corps humain via le système nerveux, les perturbations hormonales et les anomalies fœtales.
Avant l'ère industrielle, la forme prédominante des HAP se trouvait dans le bitume naturel provenant des fossiles. L'une des régions de bitume les plus concentrées au monde est la région où vivent les Chumash, où ils utilisaient du bitume dans une multitude de matériaux, y compris des canoës tomol et des paniers transportant de l'eau. Ainsi, les Chumash ont été une cible d'intérêt pour la recherche sur l'exposition aux HAP, en raison de leur utilisation prolifique de bitume contenant des HAP au cours des millénaires précédents (avec des preuves d'utilisation dans des objets il y a 10 000 ans).
Dans Could the health decline of prehistoric California indians be related to exposure to polycyclic aromatic hydrocarbons (PAHs) from natural bitumen?, Wärmländer et d'autres coauteurs relatent avoir étudié les squelettes de Chumash datant d'entre 6500 avant notre ère et le début de contacts européens importants (milieu des années 1700) et avoir constaté un certain nombre de diminutions constantes de la santé de Chumash au cours de la période d'utilisation du bitume. Parmi ces marqueurs, il y avait des diminutions systématiques de la taille du crâne pour les hommes et les femmes sur l'échelle de temps étudiée, indiquant à la fois une diminution du poids à la naissance et du développement neurologique au cours des millénaires. Malgré le fait que ces effets néfastes sur la santé sont compatibles avec l'exposition aux HAP, certains soutiennent qu'un lien direct entre l'utilisation de bitume et la détérioration de la santé de Chumash n'est toujours pas connu. Patricia Lambert de l'Université d'État de l'Utah fait partie des experts de Chumash qui remettent en question l'hypothèse d'une utilisation du bitume conduisant à une moins bonne santé de Chumash, citant la nécessité d'intensifier les recherches sur le sujet controversé.

### Prévention et remède contre le cancer
Parmi les problèmes associés à l'exposition aux HAP, il y a l'augmentation de l'incidence des cancers. Ainsi, un certain nombre de méthodes Chumash ont été développées pour gérer la gestion du cancer. Comme discuté, les pratiques spirituelles faisaient partie intégrante des pratiques médicinales Chumash. Cela comprenait l'utilisation de substances hallucinogènes, ainsi que des techniques telles que l'hypnose par le chant, telles que pratiquées par d'autres populations amérindiennes. Il est également supposé qu'un certain nombre de plantes consommées par le Chumash peuvent avoir atténué les effets nocifs de l'exposition aux HAP, conduisant à des théories modernes sur les substances botaniques et nutritives de prévention du cancer. Encore une fois, c'est là que la pratique médicinale Chumash et Native atteint une impasse avec une grande partie de la médecine occidentale moderne. C'est donc un sujet de controverse chez les chercheurs et les professionnels de la santé de Chumash.

### La datura sacrée
La datura, également appelée "momoy" par les Chumash ou "jimsonweed", est une plante hallucinogène couramment consommée sous forme liquide dans la pratique spirituelle traditionnelle des Chumash. Les premiers enregistrements anthropologiques indiquent que les adolescents mâles et femelles recevraient des datura d'un « donneur» lorsqu'ils semblaient prêts pour leur rite de passage. Typiquement, les restrictions de Chumash sur le régime alimentaire et le sexe seraient observées par les individus avant l'ingestion.
Les effets de la datura consistaient souvent en une journée d'incapacité, dont la durée était considérée comme indiquant la force spirituelle de l'individu. Les hallucinations dans les rêves et ussi d'animaux tels que les faucons ou les coyotes étaient considérées comme les marques d'une expérience de datura réussie. Les effets de la datura, cependant, varient considérablement en fonction de la posologie, et la compréhension actuelle indique des effets physiologiques indésirables durables jusqu'à plusieurs jours voire plusieurs mois après l'ingestion.
L'effet secondaire le plus important de la datura peut être la mort, car la dose létale du médicament est très légèrement supérieure à la dose nécessaire pour produire des hallucinations. Les décès par datura dans les communautés de Chumash étaient souvent considérés comme la faute du buveur, qui était supposé s'écarter des restrictions alimentaires ou sexuelles nécessaires ou avait choisi de ne pas revenir de l'expérience. Pour cette raison, l'utilisation de la datura a été critiquée par beaucoup pour être trop dangereuse, d'autant plus que son utilisation est souvent commencée à l'adolescence.

## Voir également
- Pharmacognosie